# جوزيف باليتا
جوزيف باليتا (مواليد 15 نوفمبر 1937) هو مبارز بالسيف من الولايات المتحدة، مثّل بلاده في الألعاب الأولمبية الصيفية 1960.

## روابط رياضية
جوزيف باليتا على موقع أوليمبيديا (الإنجليزية)